# Robert Lawrence
 (décembre 2024).
Si vous disposez d'ouvrages ou d'articles de référence ou si vous connaissez des sites web de qualité traitant du thème abordé ici, merci de compléter l'article en donnant les références utiles à sa vérifiabilité et en les liant à la section « Notes et références ».
Pour les articles homonymes, voir Lawrence.
Robert Lawrence (né le 9 novembre 1913 à Montréal et mort le 19 septembre 2004  à Madison (Wisconsin)) est un monteur canadien.

## Filmographie partielle
- 1959 : La Cité de la peur (City of Fear) d'Irving Lerner
- 1959 : La Chevauchée des bannis (Day of the Outlaw) d'André de Toth
- 1960 : Spartacus  de Stanley Kubrick
- 1961 : Le Cid d'Anthony Mann
- 1963 : Les 55 Jours de Pékin (55 Days at Peking) de Nicholas Ray
- 1966 : Paris brûle-t-il ? de René Clément
- 1968 : Point noir (Uptight) de Jules Dassin
- 1970 : La Promesse de l'aube de Jules Dassin
- 1971 : Un violon sur le toit (Fiddler on the Roof) de Norman Jewison
- 1974 : Les 'S' Pions (S*P*Y*S) d'Irvin Kershner
- 1975 : L'Infirmière de la compagnie casse-cou (Whiffs) de Ted Post
- 1976 : C'est toujours oui quand elles disent non (I Will, I Will... for Now) de Norman Panama
- 1978 : Mélodie pour un tueur (Fingers) de James Toback
- 1984 : Fort Saganne d'Alain Corneau
- 1986 : Huit Millions de façons de mourir (8 Million Ways to Die) de Hal Ashby